# Modernismo reaccionario

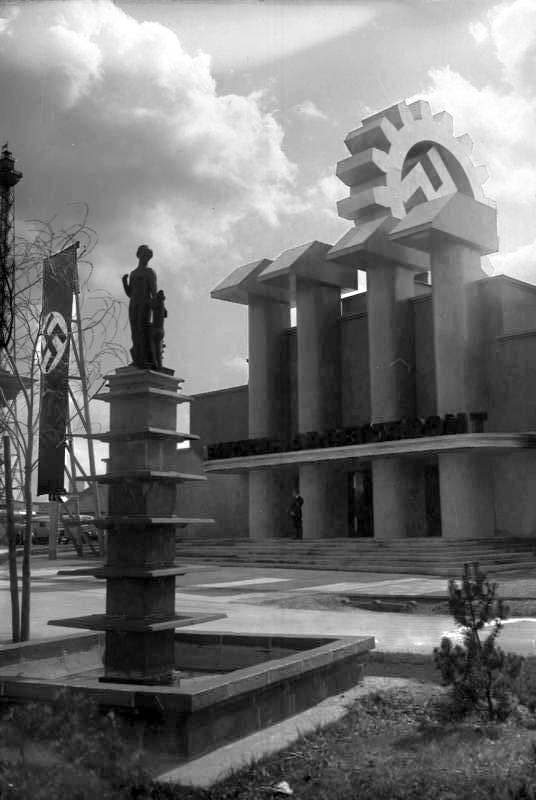
Arquitectura nazi que mezcla el diseño modernista con el símbolo antiguo de la Esvástica.

El modernismo reaccionario es un término acuñado por Jeffrey Herf en su libro de 1984, El Modernismo Reaccionario: Tecnología, cultura y política en Weimar y el Tercer Reich, para definir la mezcla del "gran entusiasmo por la tecnología moderna con el rechazo a la Ilustración y los valores e instituciones de la democracia liberal", característico del Movimiento Revolucionario Conservador alemán y del nazismo. A su vez, el modernismo reaccionario estaba cercanamente relacionado con la perspectiva positiva de Sonderweg, que percibía a Alemania como la gran potencia central europea, no perteneciente al Occidente ni al Este.
Por como el término describe al fascismo, otros expertos se han hecho eco del mismo en gran magnitud. Herf, más que todo utilizó el término para denotar una tendencia en el pensamiento durante la época, que el novelista alemán Thomas Mann ha descrito como un "romanticismo altamente tecnológico" durante los años de la guerra. Herf también usó el término para referirse a un rango amplio de figuras culturales alemanas, como Ernst Jünger, Oswald Spengler, Carl Schmitt y Hans Freyer.

## Recepción del concepto
El historiador Nicolas Guilhot ha ampliado el alcance del modernismo reaccionario, aplicando el término a las tendencias en la industria de la República de Weimar, así como a la medicina eugenista, la política de masas y la ingeniería social. El modernismo reaccionario puede notarse en el concepto fascista del Nuevo Hombre, pero también en los movimientos artísticos de la cultura de Weimar que enfatizaba el racionalismo y abrazaba el Futurismo y la Nueva Objetividad. Muchos artistas del período de Weimar, como aquellos relacionados con el expresionismo alemán, rechazaron la fetichización futurista de maquinería y violencia. A pesar de ello, el regreso al orden se convirtió en un tema dominante de la cultura de Alemania y otros países europeos.
El modernismo reaccionario ha sido explorado como un tema relativo a la literatura de la época de entreguerras y a la más amplia cultura política de Gran Bretaña. El término también se ha examinado según el contexto de otros países europeos durante el periodo de entreguerras, entre ellos, Rumanía, Grecia, Suecia y España. Incluso hay asociaciones en el contexto del fascismo japonés. Otros historiadores aceptan que la denominación de modernismo reaccionario reconoce a una tendencia influyente en el pensamiento filosófico, cultural y político del período donde el fascismo estaba en ascenso. Desde que el neologismo fue creado por Herf, los historiadores lo asumen de manera general para discutir el entusiasmo paradójico europeo tanto por el autoritarismo paternalista y el nacionalismo völkisch como por los nuevos conceptos políticos y tecnológicos, todo esto bajo regímenes totalitarios.
Herf aplica ahora el término para afirmar similitud con los gobiernos de Irán bajo los ayatolás, el gobierno de Irak bajo Sadam Huseín, y los grupos islamistas como Al Qaeda. Otros académicos, incluyendo a Paul Berman, también han aplicado el término de Herf sobre el islamismo.
El crítico cultural Richard Barbrook argumenta que miembros del digerati, adheridos a la ideología californiana, abrazan una forma de modernismo reaccionario que combina el crecimiento económico con estratificación social.
Thomas Rohkrämer ha criticado el concepto de modernismo reaccionario al declarar: "Simplemente no es que sea extraño o 'paradójico rechazar la Ilustración y abrazar la tecnología al mismo tiempo', pues ello fue una práctica común en la Alemania del siglo XIX y XX, así como sucedió en muchos otros países. La razón instrumental y la tecnología están disponibles para un número interminable de propósitos diferentes, muchos de los cuales no son humanos o ilustrados". El apoyo a esta perspectiva vino también de Roger Griffin, quien señaló que el "fascismo propone como ideología y movimiento una alternativa radical a las visiones liberales y socialistas de cuál es la forma ideal que merece la modernidad. El fascismo representa un rechazo intransigente tanto al liberalismo profundo como al 'modernismo' extremo, cuya culminación lógica ve orientada al relativismo, anomia, subjetivismo, y la falta de significado definitivo y valores 'eternos'. Es un intento de volver a anclar a los seres humanos modernos dentro de ese fenómeno altamente moderno, el estado totalitario (un término positivo en el fascismo) a través del mito racista, nacional e histórico que ha sido manipulado de manera consciente (todos tratan de constructos ideológicos profundamente modernos)".